# Mezőnagymihály
Mezőnagymihály é um município da Hungria, situado no condado de Borsod-Abaúj-Zemplén. Tem 61,86 km² de área e sua população em 2015 foi estimada em 993 habitantes.